# Ericusa sericata
Ericusa sericata is een slakkensoort uit de familie van de Volutidae. De wetenschappelijke naam van de soort is voor het eerst geldig gepubliceerd in 1951 door Thornley.